# 白靴兔
白靴兔（學名：Lepus americanus），又名雪鞋兔，是北美洲的一種野兔。由於牠們的後腳很大，故被命名為「白靴」。牠們的腳可以阻止牠們在行走時或跳躍時沉入雪中，而腳底下也有毛可以保溫。
白靴兔的毛在夏天時是銹褐色的，到了冬天時就會轉變為白色，是為一種偽裝。牠們的腹部全年是白色的。牠們的耳朵邊有黑色的絨毛，耳朵比其他野兔較短。
白靴兔夏天時會吃植物，如草、蕨類及葉子。到了冬天，牠們就會吃樹枝、樹皮及芽等，也會像北極兔般從陷阱中偷取肉來吃。牠們也會吃同類的屍體，與及在缺乏植物蛋白質等情況下吃大家鼠等齧齒目。牠們主要是夜間活動的，並且不會冬眠。
白靴兔每一年會生四胎，平均會生3-8隻幼兔。雄兔會互相競爭來與雌兔交配，雌兔會與多隻雄兔交配。
白靴兔有六個亞種：
- L. a. americanus
- L. a. bairdii
- L. a. cascadensis
- L. a. dalli
- L. a. struthopus
- L. a. virginianus

## 外部連結
- Hinterland Who's Who （页面存档备份，存于）
- Environmental Education for Kids!: Critter Corner （页面存档备份，存于）
- National Park Service （页面存档备份，存于）
- Animal Diversity Web （页面存档备份，存于）